# Genică Boerică
Genică Boerică este un controversat om de afaceri român din Craiova și un apropiat al guvernării Adrian Năstase.
Genică Boerică este protagonistul mai multor dosare penale. Într-unul din ele, omul de afaceri a și fost condamnat la 8 ani de închisoare de Tribunalul București pentru returnări ilegale de TVA de peste 13,5 milioane de lei noi, dar Curtea de Apel i-a șters pedeapsa și a trimis cauza la rejudecare. În urma rejudecării, pe 29 ianuarie 2014 Genică Boerică a fost condamnat definitiv la 10 ani și 3 luni de închisoare (număr unic dosar: 22348.01/3/2006).
Pe 26 mai 2011 a fost implicat într-un accident rutier cu vătămare corporală a unei persoane în cărucior și a fugit de la locul faptei.
Pe 22 mai 2012 Genică Boerică a fost condamnat de Tribunalul Dolj, la șapte ani și șase luni de închisoare cu executare într-un dosar privind o rambursare ilegală de TVA de 1,1 milioane de lei. Decizia nu era definitivă. Boerică a fost condamnat definitiv în 2018, dar eliberat conditionat în 2021.